# Bob Vansant
Bob Vansant (Geel, 9 februari 1954 – aldaar, 8 december 2017) was een Belgisch psychotherapeut.

## Biografie
Bob Vansant volgde de handelschool in Geel en was van opleiding regent in de godsdienstwetenschappen. Als leerkracht (één schooljaar) werd hij geconfronteerd met leerlingen die worstelden met problemen van allerlei aard. Dit intrigeerde hem en hij volgde een bijkomende psychologiecursus. Vanaf 1987 was Vansant onafhankelijk psychotherapeut. Hij was een aanhanger van een alternatieve, niet-medische aanpak van depressies.
Hij baatte een korte tijd een brasserie uit. Na het faillissement leefde hij in Griekenland (Lesbos) waar hij opnieuw alternatieve therapeutische sessies organiseerde.
Hij overleed in 2017 op 63-jarige leeftijd in een ziekenhuis in Geel aan de gevolgen van kanker.

## Werk
Geïnspireerd door zijn beroep, publiceerde Vansant meerdere boeken over psycho-sociale thema's: Wacht niet tot het donker wordt, Depressie is geen ziekte, Hoe kan ik helpen?, Alleen met mezelf en Dagboek van een psychotherapeut.